# HMK
HMK is een Oostenrijks historisch merk van motorfietsen.
De bedrijfsnaam was: HMK Motorräder, Wien.
HMK begon in 1938 met de productie van motorfietsen met 246- tot 594cc-JAP-motoren. De productieaantallen bleven klein en tijdens de Tweede Wereldoorlog moet de productie zelfs helemaal stilgelegen hebben, want Britse inbouwmotoren werden niet in Oostenrijk geleverd. Toch bestond HMK tot 1948.